# Торейские озёра
Торе́йские озёра — система озёр в юго-восточном Забайкалье, юго-западная часть озера Барун-Торей расположена на территории Монголии.
Состоит из двух соединённых между собой бессточных озёр — Барун-Торей и Зун-Торей, которые являются самыми крупными озёрами в Забайкальском крае (во влажные периоды их суммарная площадь достигает 850—880 км²).
Отличаются нестабильным водным режимом, в засушливые годы озёра практически полностью пересыхают. В Барун-Торей впадают реки Улдза и Ималка, питание Зун-Торея осуществляется за счёт перетока воды из Барун-Торея по соединяющей их протоке Утичья. Озёра являются ядром охраняемой территории Даурского заповедника, монгольская часть озера Барун-Торей входит в кластер «А» заповедника «Монгол-Дагуур» («Монгольская Даурия»). В 1994 году озёра были включены в перечень водно-болотных угодий международного значения, подпадающих под действие Рамсарской конвенции.